# Diaconești (okręg Bacău)
Diaconești – wieś w Rumunii, w okręgu Bacău, w gminie Agăș. W 2011 roku liczyła 335 mieszkańców.